# Grattersdorf
Grattersdorf är en kommun och ort i Landkreis Deggendorf i Regierungsbezirk Niederbayern i förbundslandet Bayern i Tyskland.
Kommunen ingår i kommunalförbundet Lalling tillsammans med kommunerna Hunding, Lalling och Schaufling.